# Cape Pollock
Cape Pollock är en udde i Antarktis. Den ligger i Östantarktis. Australien gör anspråk på området.
Terrängen inåt land är varierad. Trakten är obefolkad. 